# Carl Östergren
Carl Ludvig Östergren (6. maj 1842 – 10. april 1881) var en svensk forfatter, pseudonym Fjalar.
Östergren blev student i Uppsala og tilhørte N.S.-kredsen. I 1869 skrev han Vitalis, hans liv och diktning og blev docent i æstetik i Uppsala, men tog senere på året til Gefle som adjunkt og levede der til sin død.
Hans navn er særlig knyttet til to digtsamlinger Dikter (1871) og Nya dikter (1879), hvori der findes digte, som minder om Atterbom og Franzén og vidner om en nobel, mandig personlighed. Östergren er tillige forfatter til forskellige oversættelser, særlig af tysk lyrik.